# Tisch 7
Die Tisch 7 Verlagsgesellschaft Köln mbH wurde im Herbst 2004 von Bettina Hesse und Frank Niederländer gegründet. Der Verlag wird zum Segment der sogenannten Independent-Verlage gerechnet. Das erste Programm erschien im März 2005 zur Leipziger Buchmesse.
Tisch 7 gründete und koordinierte die Messezeitung fünf null, die am 21. März 2007 aus Anlass der Leipziger Buchmesse als „Messezeitung der Independents“ unter Beteiligung von 17 Verlagen erstmals veröffentlicht und kostenlos an das Messepublikum verteilt wurde.
Anfang Februar 2008 gab der Verlag das Ausscheiden Frank Niederländers aus dem Verlag bekannt. Neue Titel sollen erst wieder im Herbst 2008 erscheinen.
Mittlerweile hat der Verlag seine Tätigkeit eingestellt (Stand 2011).

## Verlagsprogramm
Schwerpunkt des belletristischen Programms ist die deutschsprachige Gegenwartsliteratur. Für Tisch 7 ist Nachhaltigkeit ein wichtiger Faktor verantwortungsbewusster Verlagsarbeit, weshalb der Verlag neben bekannten Namen regelmäßig Debüts junger Autorinnen und Autoren präsentiert. Zu den bekannteren von Tisch 7 vertretenen Autoren gehören Jürg Amann, Alban Nikolai Herbst, Doris Konradi und Jochen Schimmang.
Tisch 7 verlegt in kleinerem Umfang auch Werke fremdsprachiger europäischer Autoren in deutscher Übersetzung. Kriterium für die Auswahl ist, ob die Originalsprache eines Textes und die zeitgenössische Literatur seines Herkunftslandes nach Einschätzung des Verlags im deutschsprachigen Literaturbetrieb unterrepräsentiert sind. Erschienen sind bisher Daniele Benatis Roman Amerika gibt es nicht als Übersetzung aus dem Italienischen und Beate Grimsruds Roman An einer Axt vorbeischleichen als Übersetzung aus dem Norwegischen.
In der Hauptreihe des Verlages erscheinen literarische Werke, die in Hinblick auf ihren Umfang und ihre erzählerische Qualität und Form eine Ausstattung als Hardcover verlangen. Daneben existiert die Reihe Nomaden, die als Klappenbroschur erscheint und Texte präsentiert, die sich engen Gattungsbegriffen entziehen (Essayistisches, Experimentelles, Kurzprosa). 

## Auszeichnungen
Für die in der Nomaden-Reihe erschienene Pornographische Novelle wurde Jürg Amann mit dem Floriana-Preis ausgezeichnet.
Für das erste Sachbuch des Verlages, Mode in D, A, CH, herausgegeben von Kay Alexander Plonka, erhielt Tisch 7 den GermanFashionAward des Modeverbands Deutschland 2007.